# Momo挑战骗局
Momo挑战是一个通过社交媒体和其他渠道所传播的互联网都市传说骗局。据报道，一个名为Momo的用户引诱儿童和青少年，让他们去执行一系列如暴力袭击、自残和自杀类的危险任务。尽管有人声称Momo挑战已经影响到世界范围，但没有执法机关证实有人因此而直接受到伤害。
2018年，在一家印度尼西亚报纸报道了该挑战令一名12岁女孩自杀后，Momo挑战便成为了一种所谓“世界现象”。
2019年2月，北爱尔兰警察局在Facebook上发出公开警告；美国媒体人Kim Kardashian在她的Instagram Story上发帖，恳请YouTube删除“Momo”类影片，此后，Momo也因此更为人们所知。

## 背景和反应
2018年7月，Momo挑战开始获人们关注；当时由YouTuber ReignBot所制作的视频中，其中概述和讨论了有关Momo挑战现象。人们在WhatsApp发现一个名为Momo的用户，其主要针对青少年，并试图说服人们通过电话与他联系。其后，与其他如「藍鯨遊戲陰謀論」类的互联网骗局一样，玩家随后就会被要求做一系列的任务，拒绝这样做就会受到威胁；随后经常伴随着可怕或血腥的图片。
虽然其引发的恐慌最终在2018年余下的时间里平息下来。但在2019年初，有人声称Momo视频被插入到YouTube以及YouTube Kids的儿童视频之中，如小猪佩奇和堡垒之夜。
虽然当局没有证实由此导致了人身伤害，甚至没有证实Momo与任何人之间发生了持续的交流，但各大洲的警察与学校就已经对Momo挑战发出警告，并重复了关于互联网安全的常见建议。WhatsApp鼓励其用户屏蔽从事这种Momo挑战的电话号码，并举报。
网络安全专家和研究都市传说的民俗学家在评论与Momo挑战有关的众多自杀传言时表示，这一现象很可能是“道德恐慌”：未经核实的媒体报道助长了耸人听闻的骗局。 Benjamin Radford说：“蓝鲸游戏和Momo挑战的所有特征都是典型的道德恐慌”，“父母想知道他们的孩子在做什么的恐惧感推波助澜。”  到2018年9月，许多数据指出与“Momo”有关的电话号码都被停止服务。
事实核查网站Snopes的创始人David Mikkelson怀疑是否真的有人因挑战而受到伤害，并称整个事件“可能主要是欺凌者和恶作剧者抓住一个方便的机会来诱导和折磨心理上脆弱的年轻人导致的产物，而不是对社交媒体网络的挑战威胁。” 
针对2019年初的报道，YouTube表示，它“没有收到任何在YouTube上展示或宣传Momo挑战的视频链接的报告”，但其允许发布旨在提高对所谓现象的认识和教育的新闻报道和视频。其已经下架了所有提到Momo的视频，包括新闻视频，称这些内容违反了其广告商友好内容准则。它还在一些Momo视频上设置警告，提醒观众注意“不适当或令人反感”的内容。

## 图片
早期的新闻报道称Momo的形象是日本艺术家林美登利的雕塑，后被证明是错误的。而林美登利表示，这也并非她的作品。其后，网民认为日本特效公司Link Factory才是图片之中雕塑的真正作者。
这座雕塑有一双凸起的眼睛和一张类似鸟嘴的嘴，还有类似人的乳房。2016年，这座雕塑的图片在首次于网上发布，当时雕像被公开展出，而该公司否认与这个骗局有任何关联。
2019年3月，日本艺术家相蘇敬介证实，该雕塑在2018年被扔掉了，因为其雕像材料（天然橡胶和植物油）已经腐烂。

## 流行文化
- 金宵大廈2